# Lac Vert (îles Kerguelen)
Pour les articles homonymes, voir Lac Vert.
Le lac Vert est un lac situé sur la péninsule Courbet, au nord-est de la Grande Terre des îles Kerguelen dans les Terres australes et antarctiques françaises (TAAF).

## Géographie

### Situation
Le lac Vert est situé au nord-est de la Grande Terre, et au centre-nord de la péninsule Courbet, à 17 km au nord de Port-aux-Français.
Triangulaire, il s'étend sur 980 m de longueur et 650 m de largeur maximales pour environ 33 ha de superficie et est situé à environ 80 m d'altitude au pied des contreforts septentrionaux des monts du Château. Alimenté par les eaux de ruissellement et de fonte des neiges des collines qui l'entourent, l'émissaire du lac Vert est la rivière des Pépins qui se déverse dans l'anse Betsy de la baie Accessible.

### Toponymie
Le lac Vert doit son nom – attribué en 1962 par l'ornithologue Benoît Tollu – à ses eaux de couleur verte.